# Büchel (Paffrath)
Büchel ist ein Ortsteil im Stadtteil Paffrath der Stadt Bergisch Gladbach  im Rheinisch-Bergischen Kreis.

## Lage und Beschreibung
Büchel ist ein altes Siedlungsgebiet, heute unter dem Straßennamen Auf’m Büchel Teil eines größeren Neubaugebiets westlich der Dellbrücker Straße (Bundesstraße 506). Von der ursprünglichen Bebauung ist lediglich ein Haus erhalten.

## Etymologie
Laut Dittmaier stammt der Name vom germanischen bukil (Buckel, Hügel). Eine alternative Deutung wäre eine Herleitung vom heimischen Baum Buche.

## Geschichte
Büchel wurde 1382 als Hofstelle tzom Bochele erstmals erwähnt. Aus Carl Friedrich von Wiebekings Charte des Herzogthums Berg 1789 geht hervor, dass Büchel zu dieser Zeit Teil der Honschaft Paffrath im gleichnamigen Kirchspiel war.
Unter der französischen Verwaltung zwischen 1806 und 1813 wurde das Amt Porz aufgelöst und Büchel wurde politisch der Mairie Gladbach im Kanton Bensberg zugeordnet. 1816 wandelten die Preußen die Mairie zur Bürgermeisterei Gladbach im Kreis Mülheim am Rhein. Mit der Rheinischen Städteordnung wurde Gladbach 1856 Stadt, die dann 1863 den Zusatz Bergisch bekam.
Der Ort ist auf der Topographischen Aufnahme der Rheinlande von 1824 als Bochel und auf der Preußischen Uraufnahme von 1840 verzeichnet. Ab der Preußischen Neuaufnahme von 1892 ist er auf Messtischblättern regelmäßig als Büchel, ab 1989 ohne Namen verzeichnet.
Aufgrund des Köln-Gesetzes wurde die Stadt Bensberg mit Wirkung zum 1. Januar 1975 mit Bergisch Gladbach zur Stadt Bergisch Gladbach zusammengeschlossen. Dabei wurde auch Büchel Teil von Bergisch Gladbach.
| Jahr | Einwohner | Wohn- gebäude | Kategorie |
| ---- | --------- | ------------- | --------- |
| 1822 | 4         |               | Hofstelle |
| 1830 | 7         |               | Hofstelle |
| 1845 | 14        | 2             | Ackergut  |
| 1871 | 16        | 2             | Hofstelle |
| 1885 | 13        | 2             | Wohnplatz |
| 1895 | 16        | 4             | Wohnplatz |
| 1905 | 21        | 3             | Wohnplatz |